# Bad Wimsbach-Neydharting
Bad Wimsbach-Neydharting est une commune autrichienne du district de Wels-Land en Haute-Autriche.